# George Webb Morell
Pour les articles homonymes, voir Morell.
George Webb Morell (né le 8 janvier 1815 à Cooperstown, État de New York, et décédé le 11 février 1883 à Scarborough, État de New York) est un brigadier-général de l'Union. Il est enterré  à Scarborough, comté de Westchester dans l'État de New York.

## Avant la guerre
George Webb Morell est diplômé major de sa promotion de l'académie militaire de West Point en 1835,,. Il est breveté second lieutenant le 1er juillet 1835 dans le corps des ingénieurs et est promu à ce grade le 31 octobre 1836.
Pendant deux ans, il mène des études sur les ports du lac Erie et participe à la construction du fort Adams, dans le port de Newport. Il quitte le service actif le 30 juin 1837. Il devient ingénieur pour la Cincinnati Railroad puis pour la Michigan Central Railroad. En 1839, il part pour New York où il devient avocat et commissaire à la cour des États-Unis de 1859 à 1861. Pendant la guerre américano-mexicaine, il obtient une commission de major, mais son régiment, le 4th New York Volunteers, n'atteint pas un effectif suffisant pour être mis en marche,.

## Guerre de Sécession
George Webb Morell est nommé colonel dans l'état-major du général Edward Sewall Sanford du 16 mai 1861 au 25 juillet 1861, période durant laquelle il participe à la levée des régiments,.
Il est nommé brigadier-général des volontaires le 9 août 1861. Il participe à la campagne de la Péninsule où il commande une brigade de l'armée du Potomac.  Il participe aux batailles de Hanover Court House, de Mechanicsville, de Malvern Hill et de Gaines's Mill. Il prend le commandement d'une division du V corps du major général Fitz John Porter. Il participe avec compétence à la bataille de Sept jours. Il commande toujours une division lors de la seconde bataille de Bull Run ainsi qu'à Antietam. Néanmoins, son témoignage lors du procès en cour martiale de Fitz John Porter ruine sa carrière militaire, son soutien au major-général, lui valant l'inimitié du gouvernement fédéral. Après la bataille d'Antietam, il se retrouve alors sans commandement. 

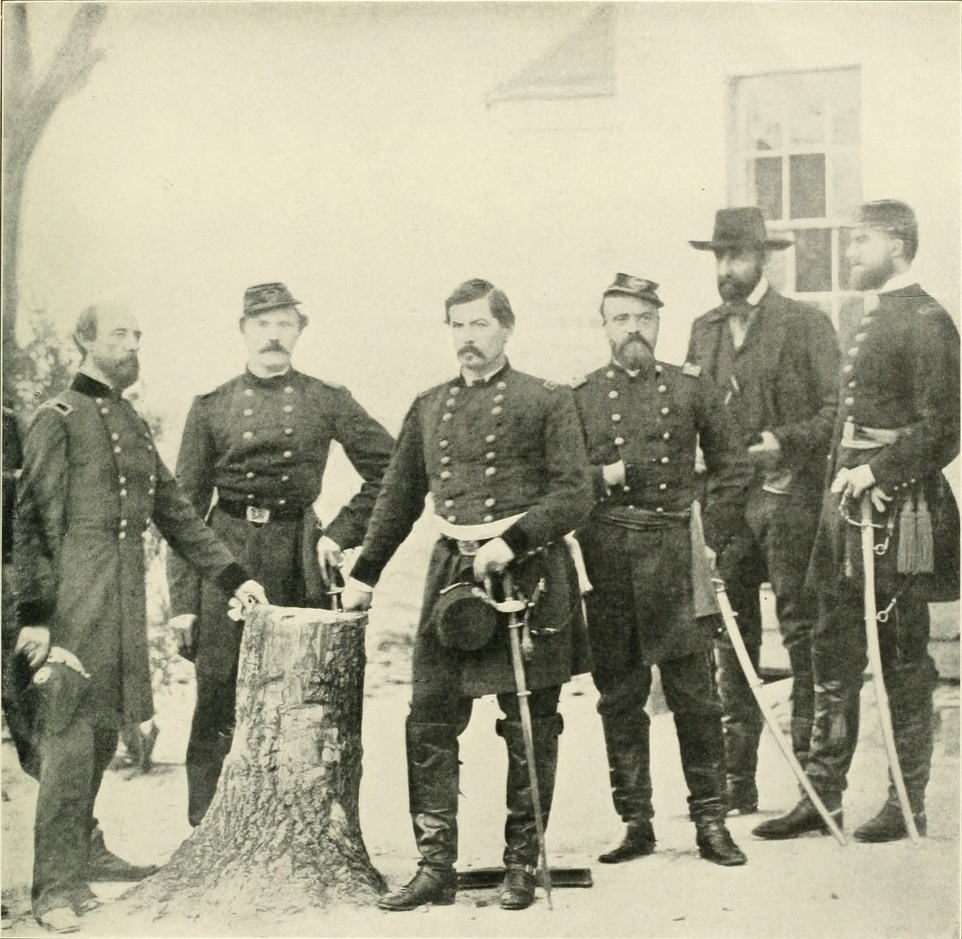
Général George B. McClellan, son état-major et d'autres dignitaires (de gauche à droite) : général George W. Morell, lieutenant-colonel A.V. Colburn, Gen. McClellan, lieutenant-colonel N.B. Sweitzer, prince de Joinville (fils du roi Louis Phillippe), le comte de Paris, neveu du prince.

Il est nommé major-général des volontaires le 4 juillet 1862, mais sa nomination expire le 4 mars 1863. Il dirige un projet de dépôt dans l'État de l'Indiana.
Il quitte le service actif des volontaires le 15 décembre 1864.

## Après la guerre
Après s'être marié en 1864 avec la fille du révérend Creighton, George Webb Morell devient fermier. Il est enterré dans le chœur de l'église épiscopale St. Mary, à Scarborough (comté de Westchester, État de New York), où il avait dirigé les offices religieux pendant cinq ans en l'absence de pasteur.